# 姓億政明
姓億 政明（せいおく まさあき、1924年（大正13年）10月5日 - 2008年（平成20年）12月10日）は、阿波おどりの踊り子として有名であった人物。
阿波おどりの有名連である「のんき連」に入る。写楽踊り創始者。同じく有名連「葵連」の創設者小野正巳と「娯座留連」の創設者四宮生重郎とともに、阿波おどりの名手として「三羽ガラス」と呼ばれた。
徳島県徳島市出身。「新のんき連」初代連長。「阿波写楽連」会長。「合併症になら連」顧問。

## 生涯
徳島市で生まれる。1968年（昭和43年）10月1日に「新のんき連」を結成。初代連長に就任。
1970年（昭和45年）頃、徳島市電報電話局に勤務していた。
2006年（平成18年）に「新のんき連」連長を退任。
2008年（平成20年）12月10日、死去。84歳没。

## 出演
- 新日本紀行「阿波踊り考 徳島」（日本放送協会、1970年（昭和45年））
- よみがえる新日本紀行「阿波踊り考 徳島市」（日本放送協会、2020年（令和2年）8月9日放送分）